# Tirilye
Tirilye, abgeleitet aus der griechischen Bezeichnung Triglia (griechisch Τρίγλια oder Τρίγλεια), ist eine frühere Gemeinde des Bezirks Mudanya in der Provinz Bursa in der heutigen Türkei auf dem historischen Gebiet der Provinz Bithynien mit rund 1500 Einwohnern (2018). Heute ist Tirilye ein Ortsteil des Bezirkszentrums Mudanya. Weitere historische Bezeichnungen für den Ort sind Trianomia und Brylleion (griechisch Βρύλλειον). 1963 wurde die Ortschaft in Zeytinbağı umbenannt und 2012 wurde die Umbenennung rückgängig gemacht.

## Geschichte
Die Region ist nachweislich seit der Antike bewohnt. Zur Herkunft der griechischen Ortsbezeichnung gibt es verschiedene Theorien. Da die Ortschaft am Marmarameer liegt, ist eine Verbindung zum griechischen Ausdruck „Trigli“ naheliegend, der ein umgangssprachliches Wort für die Streifenbarbe ist. Auch ein gleichnamiges Kloster Trigleia befand sich vor Ort. In der Zeit des Ikonoklasmus unterstützten die Mönche des Ortes die Parteigänger der Bilderverehrung.
Auch nach der byzantinischen Ära blieb die Bevölkerungsmehrheit griechisch. In der Zeit der Griechenverfolgungen im Osmanischen Reich 1914–1923 und schließlich mit dem Bevölkerungsaustausch zwischen Griechenland und der Türkei endete die griechische Präsenz in Tirilye. Im heutigen Griechenland erinnern die Namen der Ortschaften Triglia und Rafina (auch Nea Triglia Attikis genannt) an den Herkunftsort griechischstämmiger Flüchtlinge Kleinasiens, die infolge des Friedensvertrags von Lausanne aus dem kleinasiatischen Triglia nach Griechenland einwanderten. Am 19. Januar 2019 feierte das Ökumenische Patriarchat erstmals seit 97 Jahren wieder die Große Wasserweihe in der Ortschaft.

## Persönlichkeiten
- Heiliger Theodosios, Abt des Pelekete-Klosters.[4]
- Heiliger Hilarion der Jüngere, Abt des Pelekete-Klosters, + 754.[5]
- Heiliger Theostiriktos der Bekenner, Abt des Pelekete-Klosters, + um ???[6]
- Heiliger Stephan der Bekenner, Abt des Klosters Triglia, + um 820.[7]
- Heiliger Niketas der Bekenner, Abt des Klosters Midekio in Triglia, + um 830.[8]
- Heiliger Metropolit Chrysostomos von Smyrna (Chrysostomos Kalafatis), † 1922.[9]
- Metropolit Chrysostomos von Austria (Chrysostomos Tsiter), † 1995.[10]